# 99 Posse
99 Posse est un groupe italien de hip-hop et raggamuffin, originaire de Naples. Le groupe se forme le 22 septembre 1991 et se sépare le 4 janvier 2005, avant de se reformer officiellement en 2009. Liés au mouvement des centres sociaux (typique des posse), les 99 seront les porte-paroles des idéaux et des valeurs du peuple antagoniste italien.

## Histoiree

### Années 1990
Le groupe 99 Posse est formé en 1991 comme l'expression directe du « Centre social occupé autogéré ». Les premiers titres sont Rafaniello et Salario garantito. L'année d'après, l'histoire des 99 Posse est marquée par la stricte collaboration avec les Almamegretta et surtout par celle avec les Bisca qui donnera lieu ensuite au super groupe Bisca99Posse. En 1992 un album méconnu, Live al Leoncavallo, présente comme premier titre O,treno sur une base musicale qui donnera vie au dernier titre du groupe au texte désengagé Stop that train. Sorti en 1993, le premier album des 99 Posse, Curre curre guaglio, sur lequel collabore aussi le très jeune Speaker Cenzou, présente des similitudes sonores au film Sud de Gabriele Salvatores et est attaché au mouvement des centres sociaux. L'album remporte la Targa Tenco comme meilleure contribution en dialecte de l'année[réf. nécessaire].
En 1994, en plus du double live des Bisca99Posse (Incredible opposizione tour 94), est aussi publié sur le label discographique Novenove qui travaille sur un projet consistant à laisser l'opportunité aux jeunes voix émergentes de se faire une place dans l'esprit « obtus » de l'industrie musicale italienne. La sortie de Guai a chi ci tocca détermine la fin de la collaboration entre les Bisca et les 99 Posse, qui retournent chacun de leur côté à jouer avec leur propre formation d'origine. La première apparition de la chanteuse Maria di donna (Meg de son nom de scène) dans la discographie des 99 Posse la fera devenir part intégrante du groupe à partir de l'année suivante. En 1996, le 99 Posse totalisent, grâce à Cerco tiempo, plus de 80 000 ventes (recevant ainsi un disque d'or). En revanche, l'année 1998 est l'année de Corto circuito qui double le nombre de ventes de Cerco tiempo.

### Années 2000
En 2000 sort leur album complètement inédit, La vida que vendrà. Leur dernier album publié en 2001, NA9910, en l'honneur des 10 ans du groupe, contient seulement deux morceaux inédits, Amerika et Stop that Train. En 2003, les 99 Posse prennent des chemins différents : 'o Zulù publie un disque avec son nouveau groupe, les Al Mukawama (en arabe : « la résistance »), formé par Neil Perch des Zion Train et Papa J, qui devient la bande son du film Fame chimica de Antonio Bocola et Paolo Veri, centré sur les histoires d'un groupe de jeunes de banlieue en proie à l'intolérance et au chômage.
Le 4 janvier 2005, 'o Zulù annonce la séparation des 99 Posse, dans une interview. Depuis mars 2005 est créé le nouveau projet live de Luca « 'o Zulù » Persico composé de Zulù (voix), JRM (basse), Claudio « Clark Kent » Marino (batterie), de membres originaires des 99 Posse, de Andrae Tripodi (au clavier et arrangeur du projet), Vincenzo « Vecienzo 'ca chitarra » Onorato (guitare) et de Daniele 4est (voix). Le 17 juin, l'album live sort, sous le nom de The 'o Zulù in the Al Mukawama Experiment 3, et présente des extraits inédits et des vieux succès. En octobre 2005, Meg publie, seul, un nouveau disque pop. En novembre 2005 sort Ora qui se vend à près de 3 000 exemplaires en un peu plus deux mois[réf. nécessaire]. Marco Messina a à son actif un album avec Meg du nom de La Tempesta, produit par les deux sous le nom de Nous. En décembre 2005, 'o Zulù explique, lors d'une entrevue avec Il Mattino, que les chances de revoir jouer le groupe sont quasi-nulles. Quelques mois plus tard cependant, Meg explique que le point de vue de 'o Zulù est respectable, mais ne représente plus lui que le groupe.

### Réunion
Le 18 juin 2009, le 99 Posse revient avec Meg jouer au Piazza del Gesù de Naples. Le 12 septembre 2009, le 99 Posse annonce son retour officiel avec comme nouveaux membres Gennaro de Rosa aux percussions et Peppe Siracusa (ex-membre de Aretuska) à la guitare. Le 7 juillet 2010 sort leur single Antifa, gratuitement téléchargeable sur le site web de la XL Repubblica.
Le 99 Posse publie un nouvel album sous le titre de Cattivi guagliuni, produit par le label Novenove, et publié sur iTunes le 18 octobre 2011. À l'occasion du scrutin pour l'élection du maire de Naples, le 99 Posse appel à voter pour le candidat du centre-gauche Luigi De Magistris. Le 15 septembre 2012, le groupe participe au Rock Fest de Sant'Antonio Abate PummaRock. Le 18 octobre 2012 sur leur page Twitter pour exprimer leur appréciation des déclarations de Nichi Vendola lors d'une émission.
Le 6 juin 2013, deux des membres du groupe sont attaqués à Velletri par un groupe néofasciste.

## Influences
Les 99 Posse sont influencés par différents genres mais d'abord par le reggae : ils en sont l'exemple par l'usage des bases de chansons reggae connues. Par exemple :
- Bob Marley - Exodus, base de Esodo (Curre Curre Guaglio, 1991) ;
- Clint Eastwood et General Saint - Stop that train, base de la chanson du même nom dans NA9910 et dans Live al Leoncavallo ;
- UB40 - Reefer Madness, base de Children of Babylon, single enregistré par les Bisca dans la période des Bisca99Posse ;
- Mad Professor - Fast Forward Into Dub présente la vocalise initiale utilisée dans Tu lo chiami dio  ;
- dans Curre Curre Guaglio, présent dans l'album NA9910, sont chantées des phrases tirées de Under mi sensi, succès de Barrington Levy et de Get Up, Stand Up de Bob Marley.

## Polémiques
En 2010, Persico déclare avoir lutté pendant quatre ans contre une addiction au crack, qui faillit le tuer. Toujours en 2010, le bassiste du groupe, Massimo Jovine, est arrêté à Scampia pour possession d'héroïne et condamné à 1 an et 4 mois avec sursis car il n'avait pas de casier judiciaire,. Le bassiste fait connaître sa version de l'incident dans une lettre de réclamation contre la législation italienne sur les drogues qui a éliminé la frontière entre les revendeurs et les consommateurs de drogues.
En septembre 2023, le groupe est accusé de soutenir la propagande de Vladimir Poutine pour avoir arboré des drapeaux des villes pro-russes de Louhansk et Donetsk lors d'un concert.

## Membres

### Membres actuels
- Luca « 'o Zulù » Persico - voix
- Maria Meg Di Donna - voix
- Marco « Kaya Pezz8 » Messina - dub master
- Massimo « JRM » Jovine - basse
- Sacha Ricci - clavier
- Claudio « Clark Kent » Marino - batterie

## Discographie

### Albums studio
- 1992 : Rafaniello
- 1992 : Salario garantito
- 1993 : Curre curre guaglio
- 1994 : Incredibile opposizione tour 94 (avec les Bisca)
- 1995 : Guai a chi ci tocca (avec les Bisca)
- 1996 : Cerco tiempo
- 1998 : Corto circuito
- 2000 : La vida que vendrà
- 2001 : NA9910
- 2011 : Cattivi guagliuni
- 2014 : Curre curre guaglió 2.0
- 2016 : Il tempo. Le parole. Il suono

### Singles
- 2010 : Antifa
- 2021 : Comanda la gang
- 2021 : Nero su bianco

### Collaborations
- 1992 : Italian Posse I (compilation)
- 1992 : Notte di rime diritte (compilation)
- 1993 : Sott'attacco dell'idiozia (mix)
- 1993 : Italian Posse II (compilation)
- 1993 : Live al faro - Ricomincio Dal Faro Autoprod.
- 1993 : E Cantava Le Canzoni - Tributo A Rino Gaetano
- 1993 : Leoncavallo Live (compilation)
- 1993 : Senza Tetto non ci sto (compilation)
- 1993 : Sud (bande-son originale du film Gabriele Salvatores)
- 1993 : Camminare Sotto Il Cielo Di Notte (compilation)
- 1994 : Hokahey (compilation)
- 1994 : L'Italia Del Rock N°12 (compilation)
- 1994 : Cantanapoli Antifascista (compilation avec les Bisca, E Zezi, Maurizio Capone, Daniele Sepe et d'autres)
- 1995 : Rap Rap Rappresaglia (compilation)
- 1997 : Sudeuropa (de l'album Eta Beta des Timoria)
- 1997 : Cuore nero (de l'album Cuore Nero de Franco Ricciardi)
- 1999 : Onda d'urto (compilation)
- 2001 : Medina (Pino Daniele)

## Récompenses
- 1994 : Targa Tenco pour la « Meilleure œuvre en dialecte » avec Curre Curre Guaglio
- 2000 : Targa Tenco pour la « Meilleure œuvre en dialecte » avec La vida que vendrà